# 치미아노역
치미아노역(이탈리아어: Cimiano)은 밀라노 지하철 2호선의 역이다. 1969년 9월 27일 문을 열었다.
이 역은 밀라노 치미아노 구에 있는 돈 루이지 오리오네 대로 (Viale Don Luigi Orione)의 팔마노바 로 (Via Palmanova)와, 푸시아노 로 (Via Pusiano)의 돈 조반니 로 (Via Don Giovanni) 사이에 위치해 있다. 섬식 승강장 하나가 있는 지상 역이며, 신체 장애인들을 위한 탑승 시설이 있다.

## 시설
이 역에는 다음과 같은 시설이 있다.
- 장애인 승객을 위한 접근 시설
- 에스컬레이터
- 승차권 자동판매기
- 역 감시카메라
- 화장실
- 안내 방송
- 지하 보행도
- 신문 가판대, 담배 가게
- 스낵 자판기
- 지붕 있는 자전거 보관소